# روابط ارمنستان و جمهوری آذربایجان
هیچ روابط دیپلماتیکی بین ارمنستان و آذربایجان وجود ندارد. دو کشور همسایه بین سالهای ۱۹۱۸ و ۱۹۲۱، در طول استقلال کوتاه خود از امپراتوری فروپاشیده روسیه، به عنوان جمهوری اول ارمنستان و جمهوری دموکراتیک آذربایجان، روابط رسمی دولتی داشتند. این روابط از دوره پس از انقلاب روسیه تا زمان اشغال و ضمیمه شدن توسط اتحاد جماهیر شوروی و تبدیل شدن به جمهوری‌های تشکیل دهنده ارمنستان شوروی و آذربایجان شوروی وجود داشت. به دلیل پنج جنگی که این کشورها در قرن گذشته به راه انداختند - یکی از سال‌های ۱۹۱۸ تا ۱۹۲۱، دیگری از سال ۱۹۸۸ تا ۱۹۹۴، و آخرین جنگ در سال‌های ۲۰۱۶، ۲۰۲۰ و ۲۰۲۳ - روابط دو کشور تیره شده است. در پی خصومت‌ها، حافظه اجتماعی زندگی مشترک دوران شوروی به‌طور گسترده از طریق سانسور و انگ سرکوب می‌شود.

## تاریخچه

### دوران امپراتوری روسیه
در کشتارهای ارمنی–تاتاری ۱۹۰۵–۱۹۰۷، ارمنی‌ها و تاتارهای قفقازی (که بعداً به عنوان مردم آذری شناخته شدند) یکدیگر را کشتند و خانه‌ها را ویران کردند که منجر به مرگ تا ۱۰٬۰۰۰ نفر و تخریب ۲۸۶ روستا در سرتاسر قفقاز روسیه شد.

### بین ۱۹۱۸ و ۱۹۲۱
پس از فروپاشی جمهوری فدرال دموکراتیک ماوراء قفقاز با اعلام جمهوری دموکراتیک مستقل گرجستان در ۲۶ مه ۱۹۱۸، هر دو کشور آذربایجان و ارمنستان استقلال خود را در همان روز، ۲۸ می ۱۹۱۸ اعلام کردند. ارمنستان و آذربایجان هر دو ادعای سرزمینی داشتند که از نظر تاریخی و قومی متعلق به آنها بود. این اختلافات ارضی به جنگ ارمنستان و آذربایجان بین سال‌های ۱۹۱۸ و ۱۹۲۰ منجر شد، مجموعه‌ای از درگیری‌ها که تنها زمانی پایان یافت که ارمنستان و آذربایجان به اتحاد جماهیر شوروی ملحق شدند.

### دوران اتحاد جماهیر شوروی (۱۹۲۲–۱۹۹۱)
با تأسیس اتحاد جماهیر شوروی در سال ۱۹۲۲، جمهوری سوسیالیستی آذربایجان شوروی و جمهوری شوروی سوسیالیستی ارمنستان، ابتدا به عنوان بخشی از جمهوری فدراتیو سوسیالیستی قفقاز جنوبی شوروی، و از سال ۱۹۳۶ به عنوان واحدهای جداگانه در اتحادیه، به ایالت‌های تشکیل دهنده تبدیل شدند.
روابط بین مقامات آذربایجان و ارمنستان، از جمله در منطقه خودمختار قره باغ کوهستانی (NKAO)، در حالی که تمام نهادهای شوروی، عموماً صلح آمیز و دوستانه بود. در دسامبر ۱۹۴۷، رهبران کمونیست ارمنستان و آذربایجان نامه ای مشترک به جوزف استالین رهبر عالی شوروی ارسال کردند.
در این نامه، رهبران دو جمهوری موافقت کردند که ۱۳۰۰۰۰ آذربایجانی را از ارمنستان به آذربایجان منتقل کنند و بدین ترتیب برای ارمنی‌هایی که از خارج به ارمنستان می‌آیند، جای خالی ایجاد شود.
گرچه درگیری‌های گاه به گاه رخ می‌داد، به‌ویژه تظاهرات عمومی ۱۹۴۸ و ۱۹۶۴ در ارمنستان که منجر به مهاجرت تعداد زیادی از آذری‌ها شد، به دلیل سانسور شدید شوروی، برای عموم مردم ناشناخته ماند. بر اساس سرشماری شوروی (۱۹۷۹)، ۱۶۰۸۴۱ آذری در ارمنستان و ۳۵۲۴۱۰ ارمنی در آذربایجان خارج از قره باغ کوهستانی زندگی می‌کردند. سرشماری شوروی (۱۹۸۹) کاهش این اقلیت‌ها را به ۸۴۸۶۰ آذری در ارمنستان و ۲۴۵۰۴۵ ارمنی در آذربایجان خارج از قره باغ کوهستانی نشان داد.

### جنگ اول قره باغ کوهستانی
در سال ۱۹۸۸، ارمنی‌ها قره باغ رای به جدایی و پیوستن به ارمنستان دادند. این امر با پوگروم (حمله) ارمنی‌ها عمدتاً در سه شهر آذربایجان سومگایت، باکو، کیروآباد روبرو شد.
این حملات منجر به درگیری نظامی شد که به جنگ قره باغ معروف شد. دولت شوروی در مسکو ابتدا از آذربایجان در ازای حمایت آذربایجان از تلاش‌های میخائیل گورباچف برای حفظ اتحاد جماهیر شوروی حمایت کرد. نیروهای آذربایجان و شوروی هر دو به زور غیرنظامیان ارمنی را در بخشی از قره باغ کوهستانی در جریان عملیات حلقه بیرون کردند. پس از فروپاشی اتحاد جماهیر شوروی، جنگ به وضوح به یک درگیری بین‌المللی بین دولت‌های مستقل تبدیل شد.

### از ۱۹۹۴–۲۰۱۵

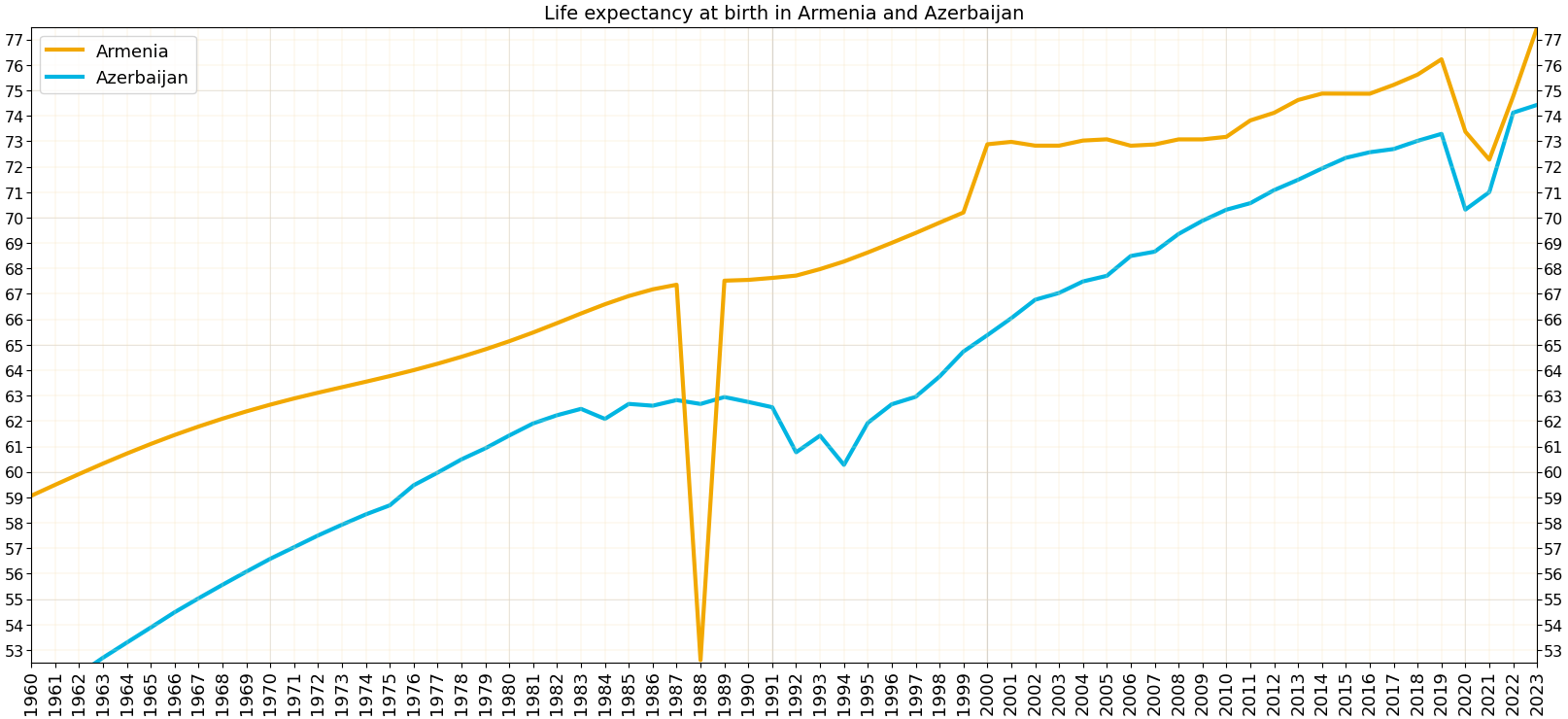
مقایسه امید به زندگی در ارمنستان و آذربایجان

پس از جنگ، روابط بین ارمنستان و آذربایجان بسیار متشنج باقی ماند. در سال ۲۰۰۸، الهام علی اف، رئیس‌جمهور آذربایجان، اعلام کرد که «قره باغ کوهستانی هرگز مستقل نخواهد شد. ارمنستان باید واقعیت را بپذیرد و در سال ۱۹۱۸، ایروان به مردم ارمنی اعطا شد. خانات ایروان. قلمرو آذری‌ها بود، ارمنی‌ها اینجا مهمان بودند.»
ورود شهروندان ارمنستان، افراد ارمنی‌تبار و کسانی که از منطقه مورد مناقشه بازدید کرده‌اند، بدون مجوز رسمی قبلی به آذربایجان ممنوع شد.
در سال ۲۰۰۸، در درگیری‌های مرداکرت در سال ۲۰۰۸، ارمنستان و آذربایجان بر سر قره باغ کوهستانی با هم درگیر شدند. درگیری بین دو طرف کوتاه بود و تلفات کمی از هر دو طرف داشت.

### درگیری‌های ۲۰۲۰ و جنگ دوم قره باغ کوهستانی
هر دو طرف در مرز ارمنستان و آذربایجان: تاووش و طووز (به ترتیب) از ۱۲ تا ۱۸ ژوئیه ۲۰۲۰، در درگیری شامل توپخانه، تانک و هواپیماهای بدون سرنشین شوک با یکدیگر درگیر شدند که منجر به کشته شدن حداقل ۱۷ سرباز و یک غیرنظامی و زخمی شدن بسیاری دیگر شد. هر دو طرف از کشته شدن چهار نفر از فرماندهان یا افسران درجه یک ارتش خبر دادند که یکی از آنها در طرف آذری یک ژنرال بود.
در ۲۷ سپتامبر ۲۰۲۰، نبردهای سنگین در طول خط تماس بین نیروهای محلی ارمنی و آذربایجان از سر گرفته شد. ارمنستان، قره باغ کوهستانی (یا قلمرو دوفاکتو آرتساخ) و آذربایجان اعلام حکومت نظامی کردند.
در ۹ اکتبر ۲۰۲۰، کمیسر عالی حقوق بشر سازمان ملل، میچل باچله با اشاره به رنج غیرنظامیان در منطقه درگیری قره باغ کوهستانی، درخواست آتش‌بس فوری کرد. او همچنین نگرانی‌های خود را در مورد مناطق پرجمعیتی که به هدف حملات تسلیحات سنگین تبدیل می‌شوند، ابراز کرد.
در سال ۲۰۲۴، مرز دوفاکتو ارمنستان و آذربایجان اصلاح شد تا چهار روستای شهر متروکه در ارمنستان به آذربایجان داده شود، که قبلاً بخشی از شهرستان قزاق این کشور بودند. آرارات میرزویان وزیر امور خارجه ارمنستان و جیحون بایراموف وزیر امور خارجه آذربایجان در ۱۰ تا ۱۱ مه ۲۰۲۴ در آلماتی قزاقستان در چارچوب مذاکرات روند عادی سازی روابط ارمنستان و آذربایجان دیدار کردند.